# Liste der Kulturdenkmäler in Freinsheim
In der Liste der Kulturdenkmäler in Freinsheim sind alle Kulturdenkmäler der rheinland-pfälzischen Stadt Freinsheim aufgeführt. Grundlage ist die Denkmalliste des Landes Rheinland-Pfalz (Stand: 19. Dezember 2024).

## Denkmalzonen
| Bezeichnung                             | Lage | Baujahr                                      | Beschreibung | Bild                           |
| --------------------------------------- | --- | -------------------------------------------- | --- | ------------------------------ |
| Denkmalzone Altstadt                    | Am Zwinger, An der Bach, Bärengasse, Breite Straße, Burgstraße, Gottfried-Weber-Straße, Haintorstraße, Hauptstraße, Herrenstraße, Herzogstraße, Korngasse, Martinstraße, Nördliche Ringstraße, Pfarrgasse, Schlossgasse, Südliche Ringstraße, Von-Busch-Hof, Wallstraße, Wenjenstraße, VI. Querstraße Lage |                                              | Bereich der mittelalterlichen Stadt beschrieben durch den Stadtmauerring des 15. Jahrhunderts einschließlich Stadtgraben und Stadtwall und die erste Stadterweiterung des 19. Jahrhunderts südlich der Wallstraße und der Platz vor dem Eisentor (Am Zwinger) | Fotos hochladen                |
| Denkmalzone Stadtbefestigung Freinsheim | | Ende des 14. und Anfang des 15. Jahrhunderts | besterhaltene mittelalterliche Stadtbefestigung der Pfalz, Ende des 14. und Anfang des 15. Jahrhunderts errichtet, bis Anfang des 16. Jahrhunderts ergänzt, nach teilweiser Zerstörung im Pfälzischen Erbfolgekrieg im 18. Jahrhundert ergänzt; Bruchsteinmauer, zwei Tore und 13 Türme erhalten | weitere Bilder Fotos hochladen |
| Denkmalzone Friedhof                    | südlich der Stadt auf dem Liebfrauenberg Lage | vor 1700                                     | Friedhof vor 1700 angelegt, mehrfach erweitert, durch eine Bruchsteinmauer eingefasst; sogenannter Friedhofsturm, im 12. Jahrhundert errichteter Westturm der 1756 abgebrochenen mittelalterlichen Kapelle Unsrer Lieben Frauen; zahlreiche Grabdenkmäler des 18. und 19. Jahrhunderts: Grabanlage Familie Retzer: J.G. Retzer († 1806), M. Retzer, geb. Dörrin († 1775), J. Retzer († 1765), A. B. Retzer, geb. Keslerin († 1753), A. M. Retzer, geb. Schleicher († 1839), G. J. Retzer († 1831), J. G. M. Retzer († 1847), E. G. Retzer, geb. Lynen († 1842), M. Retzer († 1876), A. Retzer, geb. Schumacher († 1911); Grabanlage Familie Hildegard: G. Hildegard († 1865), E. Hildegard († 1882), A. Hildegard, geb. Retzer († 1892); Grabanlage Familie Fett: J. V. Fett († 1835), E. Fett, geb. Engel († 1850), J. Fett († 1840), M. Rupp, geb. Webel († 1854), B. Rupp, geb. Fett († 1875); Familiengrab Werner, um 1850; T. Pirmann und Ehefrau Emma, geb. Engel, um 1870/80; Grab Lind, um 1880; Familie Reicherd Huck († 1887); J. G. Bickes († 1866) und Ehefrau Dorothea W.J., geb. Gutheil († 1863); K. Drescher († 1891); Familiengrab Kausch, um 1940; K. Wilhelm, geb. Sues († 1959); F. Neuschaefer, um 1910; H. Wanner († 1912) und Ehefrau Ann, geb. Huck († 1900); L. Kirchner, um 1918 | weitere Bilder Fotos hochladen |

## Einzeldenkmäler
| Bezeichnung                                | Lage                                                                        | Baujahr                                | Beschreibung | Bild                           |
| ------------------------------------------ | --------------------------------------------------------------------------- | -------------------------------------- | --- | ------------------------------ |
| Guter Brunnen                              | Am Guten Brunnen Lage                                                       | frühes 19. Jahrhundert                 | Sandstein-Brunnenanlage, wohl aus dem frühen 19. Jahrhundert | BW                             |
| Brunnen                                    | Am Zwinger, vor Nr. 1 Lage                                                  | 19. Jahrhundert                        | Laufbrunnen, Sandsteintrog, Gusseisen-Brunnenstock, 19. Jahrhundert | weitere Bilder Fotos hochladen |
| Hofanlage                                  | Am Zwinger 6 Lage                                                           | zweite Hälfte des 18. Jahrhunderts     | Dreiseithof, zweite Hälfte des 18. Jahrhunderts; Wohnhaus bezeichnet 1786, rückwärtig in Nische spätbarocke Madonnenstatuette; platzbildprägend | BW                             |
| Wohnhaus                                   | An der Bach 4 Lage                                                          |                                        | zweigeschossiges Wohnhaus | BW                             |
| Wohnhaus                                   | An der Bach 6 Lage                                                          | 1745                                   | spätbarockes Fachwerkhaus, teilweise massiv, bezeichnet 1745 | Fotos hochladen                |
| Eichhäuschen                               | An der Bach 11 Lage                                                         | um 1800                                | Eichhäuschen mit Röhrenbrunnen, Walmdachbau mit offener Laube, wohl um 1800 | Fotos hochladen                |
| Stadtmauerturm                             | An der Bach, bei Nr. 13 Lage                                                |                                        | Halbschalenturm der Stadtbefestigung | BW                             |
| Hofanlage                                  | An der Bach 19 Lage                                                         | 1719                                   | Winzerhof, spätbarocker Krüppelwalmdachbau, teilweise Fachwerk, verputzt, bezeichnet 1719 | BW                             |
| Spolie                                     | Bahnhofstraße, an Nr. 3 Lage                                                | 1720                                   | Volutenstein, spätbarock, bezeichnet 1720 | BW                             |
| Wohnhaus                                   | Bahnhofstraße 11 Lage                                                       | 1907                                   | villenartiger Krüppelwalmdachbau, Reformarchitektur, bezeichnet 1907 | Fotos hochladen                |
| Ganerbenstein                              | Bahnhofstraße, vor Nr. 12 Lage                                              | vor 1714                               | Sandsteinpfeiler, bezeichnet 1714 (renoviert) | Fotos hochladen                |
| Winzerverein                               | Bahnhofstraße 44 Lage                                                       | 1912                                   | Winzerverein mit ehemaliger Gastwirtschaft und Kelleranlagen; eineinhalbgeschossiger villenartiger Mansardwalmdachbau, bezeichnet 1912; bauliche Gesamtanlage | Fotos hochladen                |
| Bahnhof Freinsheim                         | Bahnhofstraße 55 Lage                                                       | 1872/73                                | dreigeschossiger Putzbau mit Sandsteinportikus und hölzerner Überdachung, 1872/73 | weitere Bilder Fotos hochladen |
| Gasthaus „Zum Goldenen Adler“              | Bärengasse 2 Lage                                                           | 1718                                   | spätbarocker Krüppelwalmdachbau, ehemals bezeichnet 1718, Portal zur Gaststube bezeichnet 1803 | Fotos hochladen                |
| Bärenhof                                   | Bärengasse 3 Lage                                                           | 18. Jahrhundert                        | Winzerhof, 18. Jahrhundert; zweiteiliger Krüppelwalmdachbau, bezeichnet 1715 und 1720; Mauer und Tor zum Garten des Retzerhofs, bezeichnet 1748 | Fotos hochladen                |
| Hofanlage                                  | Bärengasse 6 Lage                                                           | frühes 18. und 19. Jahrhundert         | großzügiger Vierseithof, frühes 18. und 19. Jahrhundert; im Kern spätbarocker Winkelbau, bezeichnet 1711, Umbau in der ersten Hälfte des 19. Jahrhunderts | BW                             |
| Hoftor                                     | Bärengasse, an Nr. 8 Lage                                                   | 1593                                   | Hoftor, Rundbogentor, bezeichnet 1593 und 1731 | Fotos hochladen                |
| Toranlage                                  | Bärengasse, an Nr. 15 Lage                                                  | 1745                                   | Toranlage, spätbarock, bezeichnet 1745 | BW                             |
| Hoftor                                     | Bärengasse, an Nr. 22 Lage                                                  | 16. Jahrhundert                        | Hoftor, Renaissance | BW                             |
| Wormser Zehntstein                         | Bärengasse, bei Nr. 32 Lage                                                 |                                        | reliefierter Sandsteinpfeiler | BW                             |
| Stadtmauerturm                             | Bärengasse, bei Nr. 32 Lage                                                 |                                        | südliche Wange des 1863 abgebrochenen Halbschalenturms der Stadtbefestigung | BW                             |
| Villa                                      | Bismarckstraße 9 Lage                                                       | 1895                                   | späthistoristische Villa, 1895 | BW                             |
| Wohnhaus                                   | Breitestraße 5 Lage                                                         | 1737                                   | spätbarocker Torhausbau, bezeichnet 1737 | BW                             |
| Wohnhaus                                   | Breitestraße 6 Lage                                                         | zweite Hälfte des 18. Jahrhunderts     | spätbarocker Putzbau, zweite Hälfte des 18. Jahrhunderts | BW                             |
| Hofanlage                                  | Breitestraße 7 Lage                                                         | ab 1769                                | Winzerhof, spätbarocke Hofanlage; langgestreckter Torhausbau; vermauerte Tür, bezeichnet 1769; zweischiffiger kreuzgratgewölbter Stall, Mitte des 19. Jahrhunderts | Fotos hochladen                |
| Wohnhaus                                   | Breitestraße 8 Lage                                                         | 1743                                   | spätbarocker Torhausbau, bezeichnet 1743 | Fotos hochladen                |
| Hofanlage                                  | Breitestraße 9 Lage                                                         | zweite Hälfte des 18. Jahrhunderts     | Winzerhof, spätbarocker Krüppelwalmdachbau, zweite Hälfte des 18. Jahrhunderts | Fotos hochladen                |
| Fachwerk                                   | Breitestraße, an Nr. 12 Lage                                                |                                        | Eck- und Bundständer des fragmentierten Sichtfachwerks | Fotos hochladen                |
| Spolie                                     | Burgstraße, an Nr. 4 Lage                                                   | 1715                                   | Volutenstein, Traubenrelief, bezeichnet 1715 | BW                             |
| Wasserwerk                                 | Burgstraße 9 Lage                                                           | 1917                                   | ehemaliges Wasserwerk; Heimatstilbau, 1917 | Fotos hochladen                |
| Schlössel                                  | Burgstraße 15/17 Lage                                                       | ab 1740                                | mittelalterlicher Ringgraben, Brücke bezeichnet 1779 (ehemals auch 1740), im Garten spätbarocke Nepomuk-Skulptur; Winkelhof, klassizistisches Wohnhaus, um 1830 mit älteren Teilen, Hoftor bezeichnet 1840; in Wohnbau Türsturz (Spolie) bezeichnet 1779; Scheune 18. Jahrhundert | weitere Bilder Fotos hochladen |
| Postamt                                    | Dackenheimer Straße 2 Lage                                                  | 1935                                   | Putzbau mit Treppenhausrisalit und Laube, Wandbild und Relief, bezeichnet 1935 und 1936 | Fotos hochladen                |
| Kriegerdenkmal                             | Denkmalstraße, vor Nr. 1 Lage                                               | 1905                                   | Kriegerdenkmal 1866 und 1870/71, späthistoristische Schauwand, 1905 | Fotos hochladen                |
| Gartenhaus                                 | Erpolzheimer Straße ohne Nummer Lage                                        | 1807                                   | aufwändig gestalteter Putzbau, bezeichnet 1807 | Fotos hochladen                |
| Wohnhaus                                   | Erpolzheimer Straße 1 Lage                                                  | 1834                                   | zweieinhalbgeschossiger spätklassizistischer Torhausbau, bezeichnet 1834 | BW                             |
| Wegekreuz                                  | Erpolzheimer Straße, vor Nr. 1 Lage                                         | zweites Viertel des 18. Jahrhunderts   | Wegekreuz, spätbarock, zweites Viertel des 18. Jahrhunderts | BW                             |
| Stadtmauerturm                             | Gottfried-Weber-Straße, in Nr. 1 Lage                                       |                                        | weit vortretender ehemaliger Halbschalenturm der Stadtbefestigung, durch Wohnhaus des 18. Jahrhunderts verbaut | BW                             |
| Hoftor                                     | Gottfried-Weber-Straße, an Nr. 3 Lage                                       | 1805                                   | Hoftor, bezeichnet 1805 | BW                             |
| Gottfried-Weber-Haus                       | Gottfried-Weber-Straße 5 Lage                                               | Mitte des 18. Jahrhunderts             | barocker Krüppelwalmdachbau, Mitte des 18. Jahrhunderts, bezeichnet 1900 (renoviert) | BW                             |
| Hoftor                                     | Gottfried-Weber-Straße, an Nr. 7 Lage                                       | zweite Hälfte des 18. Jahrhunderts     | Hoftor, spätbarock | BW                             |
| Haintor                                    | Haintorstraße 8 Lage                                                        |                                        | Haintor der Stadtbefestigung über der von Bad Dürkheim kommenden Zufahrtsstraße, 10 m hoher Torturm mit Walmdach des 18. Jahrhunderts | Fotos hochladen                |
| Stadtmauerturm                             | Haintorstraße, bei Nr. 10 Lage                                              |                                        | Ansätze eines Halbschalenturms der Stadtbefestigung | BW                             |
| Wohnhaus                                   | Haintorstraße 17 Lage                                                       | 1868                                   | zweieinhalbgeschossiger spätklassizistischer Sandsteinquaderbau, 1868 | BW                             |
| Wegekreuz                                  | Haintorstraße, vor Nr. 22 Lage                                              | 19. Jahrhundert                        | Wegekreuz, 19. Jahrhundert | Fotos hochladen                |
| Schulhaus                                  | Haintorstraße 27 Lage                                                       | 1886                                   | stattlicher Putzbau, bezeichnet 1886 und 1887, Attikageschoss und Walmdach bezeichnet 1933 | Fotos hochladen                |
| Rathaus                                    | Hauptstraße 2 Lage                                                          | 1730/31                                | spätbarocker Mansardwalmdachbau, um 1730/31, Architekt Sigismund Zeller, Portal der Außentreppe bezeichnet 1750 | weitere Bilder Fotos hochladen |
| Wohnhaus                                   | Hauptstraße 4 Lage                                                          | 18. Jahrhundert                        | spätbarockes Fachwerkhaus, teilweise massiv, 18. Jahrhundert | weitere Bilder Fotos hochladen |
| Spolie                                     | Hauptstraße, an Nr. 4a Lage                                                 | 1619                                   | ehemaliger Schlussstein, bezeichnet 16[1]9 | BW                             |
| Hoftor                                     | Hauptstraße, bei Nr. 7 Lage                                                 | 1619                                   | Rundbogentor, bezeichnet 1619 | BW                             |
| Wohnhaus                                   | Hauptstraße 8 Lage                                                          | 18. Jahrhundert                        | spätbarocker Torhausbau, teilweise Fachwerk, verputzt, 18. Jahrhundert, Umbau in der ersten Hälfte des 19. Jahrhunderts | BW                             |
| Katholische Pfarrkirche St. Peter und Paul | Hauptstraße 12 Lage                                                         | 1771–73                                | Saalbau mit frühklassizistischer Schaufassade, 1771–73; zugehörig: ehemaliges katholisches Pfarrhaus (Hauptstraße 10), wohl aus der Mitte des 18. Jahrhunderts | Fotos hochladen                |
| Reformiertes Pfarrhaus                     | Hauptstraße 14 Lage                                                         | 18. Jahrhundert                        | ehemaliges reformiertes Pfarrhaus; Hakenhof; spätbarocker Walmdachbau, 18. Jahrhundert | BW                             |
| Gasthaus „Zum grünen Baum“                 | Hauptstraße 15 Lage                                                         | frühes 18. Jahrhundert                 | Vierseithof, frühes 18. Jahrhundert; spätbarocker Krüppelwalmdachbau, teilweise Fachwerk, bezeichnet 1708; Nebengebäude bezeichnet 1723 | BW                             |
| Hofanlage                                  | Hauptstraße 16 Lage                                                         | 1809                                   | Vierseithof, bezeichnet 1809; spätklassizistischer Krüppelwalmdachbau, bezeichnet 1843, Wirtschaftsgebäude bezeichnet 1875 | BW                             |
| Hofanlage                                  | Hauptstraße 17 Lage                                                         | 1722                                   | Winzerhof, spätbarocker Torhausbau bezeichnet [1]72[2] | BW                             |
| Inschrifttafel                             | Hauptstraße, an Nr. 19 Lage                                                 | 1717                                   | Inschrifttafel des ehemaligen lutherischen Pfarrhauses, bezeichnet 1717 | Fotos hochladen                |
| Hofanlage                                  | Hauptstraße 20 Lage                                                         | zweites Viertel des 19. Jahrhunderts   | Winzerhof, Vierseithof, zweites Viertel des 19. Jahrhunderts; Krüppelwalmdachbau, 1838/39, Wirtschaftsgebäude ab 1842 | BW                             |
| Wohnhaus                                   | Hauptstraße 21 Lage                                                         | 1878                                   | zweieinhalbgeschossiger klassizistischer Eckbau, 1878 | Fotos hochladen                |
| Hofanlage                                  | Hauptstraße 22 Lage                                                         | 19. Jahrhundert                        | Dreiseithof, 19. Jahrhundert; eingeschossiges Wohnhaus, bezeichnet 1821, Wirtschaftsgebäude mit Backhaus, 1860, und Kelterhaus, 1897 | Fotos hochladen                |
| Wohn- und Gasthaus                         | Hauptstraße 23 Lage                                                         | 1886                                   | Wohnhaus mit Gastwirtschaft, spätklassizistisches Eckhaus, 1886 | BW                             |
| Hofanlage                                  | Hauptstraße 25 Lage                                                         | 18. und 19. Jahrhundert                | Winzerhof, 18. und 19. Jahrhundert; im Kern barockes Wohnhaus, frühes 18. Jahrhundert, mehrfache Veränderungen im 19. Jahrhundert, Hofportal bezeichnet 1713 | BW                             |
| Nagelscher Hof                             | Hauptstraße 27 Lage                                                         | 16. bis spätes 19. Jahrhundert         | Hofanlage, 16. bis spätes 19. Jahrhundert; im 18. und 19. Jahrhundert überformtes Wohnhaus, Wappen-/Inschrifttafel bezeichnet 1588, Treppenturmfragment, Wirtschaftsgebäude 18. und 19. Jahrhundert; ehemaliges Rittergut der Adelsfamilie Nagel von Dirmstein                    | Fotos hochladen                |
| Hofanlage                                  | Hauptstraße 29 Lage                                                         | 18. Jahrhundert                        | Winzerhof, Dreiseithof, 18. Jahrhundert; barockes Wohnhaus, teilweise Fachwerk, verputzt, bezeichnet 1769 (renoviert) und 1750, Wirtschaftsgebäude 19. Jahrhundert | Fotos hochladen                |
| Hofanlage                                  | Hauptstraße 39 Lage                                                         | 19. und 20. Jahrhundert                | Winzerhof, 19. und 20. Jahrhundert; eingeschossiger spätklassizistischer Mansarddachbau, im Kern von 1819, Veränderungen 1875 und 1914 (?), Kelterhaus 1914, Gewölbekeller bezeichnet 1875                                                                                        | BW                             |
| Villa                                      | Hauptstraße 43 Lage                                                         | 1913                                   | Winzervilla mit Garten, repräsentativer Heimatstilbau, bezeichnet 1913, Architekt Theodor Becker (?), Gartenpavillon um 1840 | BW                             |
| Eisentor                                   | Herrenstraße Lage                                                           | frühes 15. Jahrhundert                 | auch Wormser Tor; inneres Tor als vor die Stadtmauer tretender dreigeschossiger Torturm, frühes 15. Jahrhundert; nach außen gerücktes, im 16. Jahrhundert hinzugefügtes Vortor, Spitzbogentor zwischen dreiviertelrunden Ecktürmen                                                | weitere Bilder Fotos hochladen |
| Protestantische Pfarrkirche                | Herrenstraße 1 Lage                                                         | ab 1470                                | spätgotische Halle, ab 1470, mit Teilen des romanischen Westturms, Treppenturm bezeichnet 1592; Beinhaus eventuell aus dem 13. Jahrhundert | weitere Bilder Fotos hochladen |
| Spolie                                     | Herrenstraße, an Nr. 2 Lage                                                 | um 1600                                | ehemaliger Türsturz, Renaissance, um 1600 | BW                             |
| Wohnhaus                                   | Herrenstraße 4 Lage                                                         | zweite Hälfte des 18. Jahrhunderts     | anspruchsvoller spätbarocker Torhausbau | BW                             |
| Wohnhaus                                   | Herrenstraße 7 Lage                                                         | 18. Jahrhundert                        | spätbarocker Krüppelwalmdachbau, 18. Jahrhundert; straßenbildprägend | BW                             |
| Wohnhaus                                   | Herrenstraße 8 Lage                                                         | 1880                                   | zweieinhalbgeschossiger spätklassizistischer Putzbau, bezeichnet 1880 | BW                             |
| Torfahrt                                   | Herrenstraße, an Nr. 9 Lage                                                 | spätes 16. oder frühes 17. Jahrhundert | Torfahrt, Renaissance-Hoftor, spätes 16. oder frühes 17. Jahrhundert, bezeichnet 1708 (Besitzerwechsel); in der Scheune Rundbogentor, bezeichnet 1597 | Fotos hochladen                |
| Retzerhaus                                 | Herrenstraße 10 Lage                                                        | Ende des 18. Jahrhunderts              | großzügige Hofanlage; dreizehnachsiger Winkelbau, wohl gegen Ende des 18. Jahrhunderts, Umbauten in der ersten Hälfte des 19. Jahrhunderts und 1887; Wirtschaftsgebäude mit Walm- bzw. Krüppelwalmdächern, erste Hälfte des 19. Jahrhunderts; englischer Ziergarten               | Fotos hochladen                |
| Wohnhaus                                   | Herrenstraße 12 Lage                                                        | 1831                                   | klassizistischer Putzbau, 1831, Mansarddach frühes 20. Jahrhundert | Fotos hochladen                |
| Wohnhaus                                   | Herrenstraße 13 Lage                                                        | 18. Jahrhundert                        | spätbarockes Wohnhaus, 18. Jahrhundert, Fachwerkanbau 18. Jahrhundert | BW                             |
| Spolie                                     | Hirtenhof, an Nr. 2 Lage                                                    | 1566                                   | ehemaliger Bogenstein, bezeichnet 1566 | Fotos hochladen                |
| Synagoge                                   | Judengasse 8 Lage                                                           | 1846                                   | Walmdachbau mit Rundbogenöffnungen, 1846 | Fotos hochladen                |
| Hofanlage                                  | Martinstraße 6 Lage                                                         | 18. Jahrhundert                        | stattlicher Vierseithof, 18. Jahrhundert; Wohnhaus, teilweise Fachwerk, zwei Torfahrten | BW                             |
| Hofanlage                                  | Martinstraße 7 Lage                                                         | 1765                                   | Hakenhof; spätbarockes Fachwerkhaus, teilweise massiv, bezeichnet 1765, Hoftoranlage bezeichnet 1806; straßenbildprägend | Fotos hochladen                |
| Wohnhaus                                   | Martinstraße 9 Lage                                                         | 1716                                   | barocke Einfirstanlage, teilweise Fachwerk, bezeichnet 1716 | BW                             |
| Hoftor                                     | Martinstraße, an Nr. 17 Lage                                                | 16. oder 17. Jahrhundert               | Hoftor, 16. oder 17. Jahrhundert | BW                             |
| Hofanlage                                  | Martinstraße 25 Lage                                                        | Mitte des 18. Jahrhunderts             | barocker Dreiseithof, Mitte des 18. Jahrhunderts, Hoftor bezeichnet 1755 | Fotos hochladen                |
| Hofanlage                                  | Martinstraße 27 Lage                                                        | 1750                                   | Hakenhof, Hoftor bezeichnet 1750 | Fotos hochladen                |
| Portal                                     | Martinstraße, an Nr. 29 Lage                                                | 1797                                   | Haustür, Rechteckportal, bezeichnet 1797 | BW                             |
| Hofanlage                                  | Martinstraße 30 Lage                                                        | 18. und 19. Jahrhundert                | im Kern barocker Dreiseithof, 18. und 19. Jahrhundert, im 19. Jahrhundert überformt; Krüppelwalmdachbau, Torbogen bezeichnet 1745, Scheune bezeichnet 1775 und 1747 | Fotos hochladen                |
| Brunnen                                    | Nördliche Ringstraße Lage                                                   | 19. Jahrhundert                        | Pumpbrunnen, Sandsteintrog, eiserner Pumpenstock, 19. Jahrhundert | Fotos hochladen                |
| Wohnhaus                                   | Nördliche Ringstraße 1 Lage                                                 | 18. Jahrhundert                        | gassenüberbrückendes spätbarockes Fachwerkhaus, 18. Jahrhundert | Fotos hochladen                |
| Stadtmauerturm                             | Nördliche Ringstraße, bei Nr. 7 Lage                                        |                                        | schmaler Halbschalenturm der Stadtbefestigung mit Zinnenkranz | BW                             |
| Fassadenrelief                             | Reiboldstraße, an Nr. 33 Lage                                               | 1924                                   | Fassadenrelief, bezeichnet 1924 | BW                             |
| Gartenhaus                                 | Retzerstraße 5 Lage                                                         | zweite Hälfte des 18. Jahrhunderts     | ehemaliges Gartenhaus; oktogonaler Pavillon, wohl aus der zweiten Hälfte des 18. Jahrhunderts, Aufstockung und Erweiterung 1859; Bruchsteinmauer | BW                             |
| Toranlage                                  | Saarhof Lage                                                                | 16. oder 17. Jahrhundert               | Toranlage, Rundbogentor 16. oder 17. Jahrhundert, Spolien | BW                             |
| Kellerpforte                               | Südliche Ringstraße, an Nr. 1a Lage                                         | 1560                                   | Kellerpforte, bezeichnet 1560 | BW                             |
| Stadtmauerturm                             | Südliche Ringstraße, bei Nr. 6 Lage                                         |                                        | großteils abgetragener Stadtmauerturm | BW                             |
| Herzogturm                                 | Südliche Ringstraße 10 Lage                                                 |                                        | viergeschossiger quadratischer Stadtmauerturm mit Zeltdach | Fotos hochladen                |
| Diebesturm                                 | Südliche Ringstraße 12 Lage                                                 |                                        | rechteckiger Schalenturm der Stadtbefestigung | Fotos hochladen                |
| Casino- oder Kitzigturm                    | Südliche Ringstraße 14 Lage                                                 | 1471                                   | Rechteckturm der Stadtbefestigung; oberer Aufsatz mit Walmdach rekonstruiert; bezeichnet 1471 | Fotos hochladen                |
| Stadtmauerturm                             | Südliche Ringstraße 20 Lage                                                 |                                        | Halbschalenturm der Stadtbefestigung; Zinnenkranz und rekonstruierter Fachwerkaufbau mit Querwalmdach | BW                             |
| Stadtmauerturm                             | Südliche Ringstraße, in Nr. 22 Lage                                         |                                        | gänzlich eingebauter Halbschalenturm der Stadtbefestigung | BW                             |
| Hahnenturm                                 | Südliche Ringstraße 28 Lage                                                 |                                        | Halbschalenturm der Stadtbefestigung | Fotos hochladen                |
| Von-Busch-Hof                              | Von-Busch-Hof 2 Lage                                                        | 18. Jahrhundert                        | hochgesockeltes zweiteiliges Wohnhaus, 18. Jahrhundert mit älteren Teilen, Rittergut des kurpfälzischen Vizekanzlers Johann Bartholomäus von Busch | Fotos hochladen                |
| Stadtmauerturm                             | Von-Busch-Hof, zu Nr. 2 Lage                                                |                                        | im 19. Jahrhundert ausgebauter Halbschalenturm der Stadtbefestigung | BW                             |
| Hofanlage                                  | Wallstraße 8 Lage                                                           | 19. Jahrhundert                        | stattliche Hofanlage, 19. Jahrhundert; zweieinhalbgeschossiger Torhausbau, bezeichnet 1866, Bruchsteinscheune bezeichnet 1850 | BW                             |
| Hofanlage                                  | Wallstraße 20 Lage                                                          | 19. Jahrhundert                        | Hofanlage, 19. Jahrhundert; Wohnhaus bezeichnet 1836, Aufstockung 1864, Wirtschaftsgebäude 1863 | BW                             |
| Hausmarke                                  | Wallstraße, an Nr. 39b Lage                                                 | 1803                                   | Hausmarke, reliefiertes Töpferzeichen, bezeichnet 1803 | BW                             |
| Kaiserhaus                                 | Weisenheimer Straße 2 Lage                                                  | 1845                                   | ehemalige Villa Retzer; zweieinhalbgeschossiger Walmdachbau, 1845, Anbau 1857, Wirtschaftsgebäude 19. und 20. Jahrhundert, barockisierendes Hoftor, bezeichnet 1928 | BW                             |
| Wohnhaus                                   | Weisenheimer Straße 3 Lage                                                  | 1907                                   | villenartiges Wohnhaus im Landhausstil, 1907 | weitere Bilder Fotos hochladen |
| Spolie                                     | Wenjenstraße, an Nr. 6 Lage                                                 | 1792                                   | Türsturz des ehemaligen reformierten Schulhauses, bezeichnet 1792 | BW                             |
| Kilometerstein                             | östlich der Stadt an der Weisenheimer Straße; Flur In der Krummgewanne Lage | 19. Jahrhundert                        | Kilometerstein Nr. 5, Rundpfeiler, 19. Jahrhundert | weitere Bilder Fotos hochladen |
| Langer Stein                               | südlich der Stadt; Flur Am Langenstein Lage                                 | 5. bis 2. Jahrhundert vor Christus     | Monolith, 5. bis 2. Jahrhundert vor Christus | Fotos hochladen                |
| Schwarzes Kreuz                            | südwestlich der Stadt an der L 455; Flur Am Schwarzen Kreuz Lage            | um 1430                                | spätgotischer Bildstock, um 1430 | Fotos hochladen                |